# Klaus Wilkens
Klaus Wilkens (* 1. November 1942 in Lüneburg; † 15. Juli 2025 in Adendorf) war ein deutscher Wirtschaftswissenschaftler und Ehrenpräsident der Deutschen Lebens-Rettungs-Gesellschaft e. V. (DLRG).

## Leben
Wilkens trat 1952 in die DLRG ein. Seine Heimatortsgruppe war die Ortsgruppe Lüneburg. Dort war er von 1961 bis 1999 unter anderem 1. Vorsitzender, Technischer Leiter, Tauch- und Jugendwart.
Im Jahr 1971 wurde Wilkens Mitglied des Bundespräsidiums. Zunächst war er von 1971 bis 1974 stellvertretender Bundesvorsitzender der DLRG-Jugend. Von 1974 bis 1989 besetzte er das Amt des Technischen Leiters des Präsidiums (Ausbildung, Einsatz, Sport). Von 1989 bis 1995 war er Schatzmeister, bevor er 1995 zum Vizepräsidenten gewählt wurde.
Im Oktober 1998 wurde Klaus Wilkens zum Präsidenten der DLRG gewählt. Am 18. Oktober 2013 wurde Hans-Hubert Hatje einstimmig zu seinem Nachfolger gewählt, Wilkens selbst wurde zum Ehrenpräsidenten ernannt.
Wilkens war auch in internationalen Wasserrettungsorganisationen vertreten. So war er von November 1997 bis August 2012 Präsident der International Life Saving Federation of Europe (ILSE), zu deren Ehrenpräsidenten er im Nachgang ernannt wurde. Von Februar 1998 bis April 2012 war er Vizepräsident und von April 2012 bis November 2012 Präsident der International Life Saving Federation (ILS). Weiterhin war er bis 2016 Vorsitzender des Bundesverbandes zur Förderung der Schwimmausbildung (BFS).
Wilkens war verheiratet und hatte zwei Kinder. Beruflich war er Dozent für Betriebswirtschaftslehre an der Universität Hamburg und ist 2006 in den Ruhestand eingetreten.
Im Jahr 2003 wurde Klaus Wilkens das Große Verdienstkreuz des Verdienstordens der Bundesrepublik Deutschland verliehen, das Bundesinnenminister Otto Schily überreichte. Er erhielt zahlreiche weitere nationale und internationale Ehrungen. Wilkens ist Mitglied der International Swimming Hall of Fame und der International Lifesaving Hall of Fame.